# Coupe des îles Féroé de football 1970
Navigation
Løgmanssteypið 1969 Løgmanssteypið 1971
La Coupe des Îles Féroé 1970 de football est la 16e édition de la Løgmanssteypið (Trophée du Premier Ministre). 
La finale du tournoi devait se disputer à Tórshavn au stade Gundadalur.
Le titre ne fut pas attribué.

## Format
Prenant place entre les mois de juin à septembre 1970, la compétition se décompose en trois phases allant du premier tour jusqu'à la finale. Seules les équipes de Meistaradeildin 1970 (Division des Champions) participèrent à la compétition.

## Clubs participants
| \| B36 HB KÍ TB VBV \| Localisation des clubs engagés dans la coupe nationale 1970. |
| B36 HB KÍ TB VBV                                                                    |

- B36 Tórshavn - Meistaradeildin
- HB Tórshavn - Meistaradeildin Tenant du Titre
- KÍ Klaksvík - Meistaradeildin
- TB Tvøroyri - Meistaradeildin
- VB Vágur - Meistaradeildin

## Résultats

### Premier tour[3]
| Date        | Équipe 1 | Résultat | Équipe 2     |
| ----------- | -------- | -------- | ------------ |
| 7 juin 1970 | VB Vágur | 4-1      | B36 Tórshavn |

### Demi-finales[4]
| Date         | Équipe 1    | Résultat | Équipe 2    |
| ------------ | ----------- | -------- | ----------- |
| 14 juin 1970 | KÍ Klaksvík | 1-0      | VB Vágur    |
| 14 juin 1970 | HB Tórshavn | 5-1      | TB Tvøroyri |

### Finale
| 6 septembre 1970 | HB Tórshavn | [ n 1 ] | KÍ Klaksvík | Gundadalur, Tórshavn |  |
|                  |             |         |             |                      |  |